# Club Basket Bilbao Berri 2004-2005
Questa voce raccoglie le informazioni riguardanti il Club Basket Bilbao Berri nelle competizioni ufficiali della stagione 2004-2005.

## Stagione
La stagione 2004-2005 del Club Basket Bilbao Berri è la 1ª nel massimo campionato spagnolo di pallacanestro, la Liga ACB.

## Roster
Aggiornato al 29 novembre 2021.
| Lagun Aro Bilbao 2004-05 | Lagun Aro Bilbao 2004-05 |
| Giocatori                | Staff tecnico            |
| ------------------------ | ------------------------ |

| N. | Naz.                                               | Ruolo | Nome               | Anno | Alt.   | Peso   |  |
| -- | -------------------------------------------------- | ----- | ------------------ | ---- | ------ | ------ |  |
| 5  | Spagna (bandiera)                                  | P     | Roberto Núñez      | 1978 | 193 cm | 84 kg  |  |
| 6  | Spagna (bandiera)                                  | P     | Ricardo Úriz       | 1980 | 188 cm | 80 kg  |  |
| 7  | Spagna (bandiera)                                  | G     | José Luis Maluenda | 1977 | 191 cm |        |  |
| 8  | Stati Uniti (bandiera)                             | AP    | Brian Howard       | 1967 | 198 cm | 93 kg  |  |
| 9  | Spagna (bandiera)                                  | AP    | César Sanmartín    | 1975 | 198 cm |        |  |
| 10 | Spagna (bandiera)                                  | C     | Germán Gabriel     | 1980 | 207 cm | 108 kg |  |
| 11 | Spagna (bandiera)                                  | AG    | Lucho Fernández    | 1975 | 202 cm |        |  |
| 13 | Spagna (bandiera)                                  | C     | Pedro Fernández    | 1978 | 208 cm | 109 kg |  |
| 14 | Spagna (bandiera)                                  | P     | Javi Salgado       | 1980 | 180 cm | 80 kg  |  |
| 15 | Francia (bandiera)                                 | C     | Frédéric Weis      | 1977 | 218 cm | 117 kg |  |
| 20 | Stati Uniti (bandiera)                             | AG    | Richard Scott      | 1971 | 198 cm |        |  |
| 21 | Serbia e Montenegro (bandiera) · Spagna (bandiera) | A     | Predrag Savović    | 1976 | 198 cm | 100 kg |  |
| 22 | Argentina (bandiera) · Italia (bandiera)           | P     | Diego Ciorciari    | 1980 | 185 cm | 85 kg  |  |
| 24 | Italia (bandiera)                                  | C     | Andrea Camata      | 1973 | 215 cm | 132 kg |  |
| 24 | Stati Uniti (bandiera)                             | A     | Scott Burrell      | 1971 | 201 cm | 99 kg  |  |
| 30 | Stati Uniti (bandiera) · Islanda (bandiera)        | G     | Damon Johnson      | 1974 | 196 cm |        |  |
| -  | Spagna (bandiera)                                  | P     | Marcos Casado      | 1983 | 185 cm |        |  |

| Allenatore                                                        |
| - Txus Vidorreta                                                  |
| Assistente/i                                                      |
| - Rafa Pueyo Legenda - (C) Capitano - (IN) Inattivo - Infortunato |

## Mercato

### Sessione estiva
| Acquisti | Acquisti        | Acquisti         | Acquisti   | Acquisti |
| R.a      | Nome            | da               | Modalità   |          |
| -------- | --------------- | ---------------- | ---------- | -------- |
| AP       | César Sanmartín | Breogán          | definitivo |          |
| C        | Frédéric Weis   | Málaga           | definitivo |          |
| AG       | Richard Scott   | Fuenlabrada      | definitivo |          |
| C        | Germán Gabriel  | Málaga           | definitivo |          |
| P        | Roberto Núñez   | Real Madrid      | definitivo |          |
| C        | Pedro Fernández | Breogán          | definitivo |          |
| A        | Predrag Savović | Spirou Charleroi | definitivo |          |
| C        | Andrea Camata   | Pall. Trieste    | definitivo |          |

| Cessioni | Cessioni              | Cessioni          | Cessioni       | Cessioni |
| R.       | Nome                  | a                 | Modalità       |          |
| -------- | --------------------- | ----------------- | -------------- | -------- |
| AC       | Jorge García          | Fuenlabrada       | fine contratto |          |
| AG       | Joseba Iglesias       | Canarias Tenerife | fine contratto |          |
| C        | Venson Hamilton       | Joventut Badalona | fine contratto |          |
| C        | Iker López            | Alcúdia           | fine contratto |          |
| AP       | Juan Manuel Rodríguez | Cantabria         | fine contratto |          |
| A        | Patrick Saenz         |                   | fine contratto |          |
| AG       | Bryan Sallier         | Tarragona         | fine contratto |          |

### Dopo l'inizio della stagione
| Acquisti | Acquisti        | Acquisti       | Acquisti        | Acquisti   |
| R.       | Nome            | da             | Data            | Modalità   |
| -------- | --------------- | -------------- | --------------- | ---------- |
| P        | Diego Ciorciari | Saragozza      | 4 novembre 2004 | definitivo |
| G        | Damon Johnson   | Siviglia       | febbraio 2005   | definitivo |
| A        | Scott Burrell   | Idaho Stampede | marzo 2005      | definitivo |

| Cessioni | Cessioni        | Cessioni          | Cessioni        | Cessioni       |
| R.       | Nome            | a                 | Data            | Modalità       |
| -------- | --------------- | ----------------- | --------------- | -------------- |
| P        | Roberto Núñez   | Saragozza         | 30 ottobre 2004 | rescissione    |
| AP       | Brian Howard    | Free agent        | 5 novembre 2004 | rescissione    |
| C        | Andrea Camata   | Viola R. Calabria | dicembre 2004   | fine contratto |
| C        | Pedro Fernández | Murcia            | febbraio 2005   | rescissione    |
| P        | Ricardo Úriz    | San Sebastián     | 14 aprile 2005  | rescissione    |